# Élections régionales de 1976 dans les Açores
Les élections régionales de 1976 (en portugais : Eleições legislativas regionais nos Açores em 1976) se sont tenues le 27 juin 1976 dans les Açores afin d'élire les 43 députés de l'Assemblée législative.

## Résultats
| Partis                   | Partis                                              | Voix    | %     | Sièges |
| ------------------------ | --------------------------------------------------- | ------- | ----- | ------ |
|                          | Parti populaire démocratique (PPD)                  | 59 114  | 53,83 | 27     |
|                          | Parti socialiste (PS)                               | 36 049  | 32,82 | 14     |
|                          | Parti du centre démocratique et social (CDS)        | 8 291   | 7,55  | 2      |
|                          | Parti communiste portugais (PCP)                    | 2 387   | 2,17  | 0      |
|                          | Mouvement réorganisé du parti du prolétariat (MRPP) | 638     | 0,58  | 0      |
|                          | Mouvement de gauche socialiste (MES)                | 167     | 0,15  | 0      |
|                          | Suffrages invalides                                 | 3 180   | 2,90  |        |
|                          |                                                     |         |       |        |
| Total                    | Total                                               | 109 826 | 100   | 43     |
| Abstentions              | Abstentions                                         | 52 851  | 32,49 |        |
| Inscrits / participation | Inscrits / participation                            | 162 677 | 67,51 |        |